# 大野屋 (スーパーマーケット)
大野屋（おおのや、英: OONOYA）は、神奈川県にあるスーパーマーケット。運営会社は株式会社大寿である。

## 概要
1936年（昭和11年）11月11日に「寿美多屋」の名で個人商店を創業したのが始まりである。1954年（昭和29年）2月1日に前身である「合資会社大野屋」を設立、3年後の1957年に大野屋としての1号店を開業した。
2024年4月現在、本拠地の川崎市と横浜市に7店舗が営業中である。

## 店舗
- 大野屋 小杉店
- 大野屋 元住吉店
- 大野屋 長尾店
- 大野屋 新綱島店
- 大野屋商店 武蔵小杉東急スクエア店
- 大野屋商店 ビーンズ武蔵中原店
- 大野屋商店 桜木町コレットマーレ店

過去の店舗
- 大野屋中原店
- 大野屋 菅田店
- 大野屋商店 MARK IS みなとみらい店